# 章瑛
章瑛（1957年7月6日—，又有传媒沿用“章锳”），马来西亚政治人物，民主行动党妇女组顾问，曾经于1999年至2013年擔任马来西亚槟城州大山脚国会议员，以及2013年至2023年担任巴东拉浪州议员。也是民主行动党中央執行委員會的副秘书长。曾经担任行動黨婦女組主席，也是議會婦女黨團副主席。她的丈夫是一名印裔藝術家，目前育有2名分别38岁和30岁的儿子。

## 個人生活和教育
章瑛出生在彭亨州百乐县的吉拉央新村（即百乐镇内），祖籍德化，在10名兄弟姐妹中排行第四（4男6女）。她在村裡唯一的華小開始她的小學教育。她也是第一位進入馬來西亞農業大學（今馬來西亞博特拉大學）修讀的新村华裔女孩。她最終考獲人類發展研究科學學士學位。她也曾定期在當地華文報章寫專欄，并出版了三本書。

## 政治生涯
她在1990年之前跟随其父亲加入马华公会，后来因为有感马华公会无法捍卫华社权利以及党内不公现象而退出该党。她在1990年于檳城民主行动党就任全職研究人員，并在隔年1月加入该党。在1995年馬來西亞大選她贏得峇都兰樟的席位，並成為第一位獲選檳州議會的女性。當時，她是州議會唯一的反對党代表。

## 个人荣誉
- 檳城：
  -  槟城护国辉煌勋章（DGPN）—拿督斯里（2023年）[5]